# StoRo-Schiff

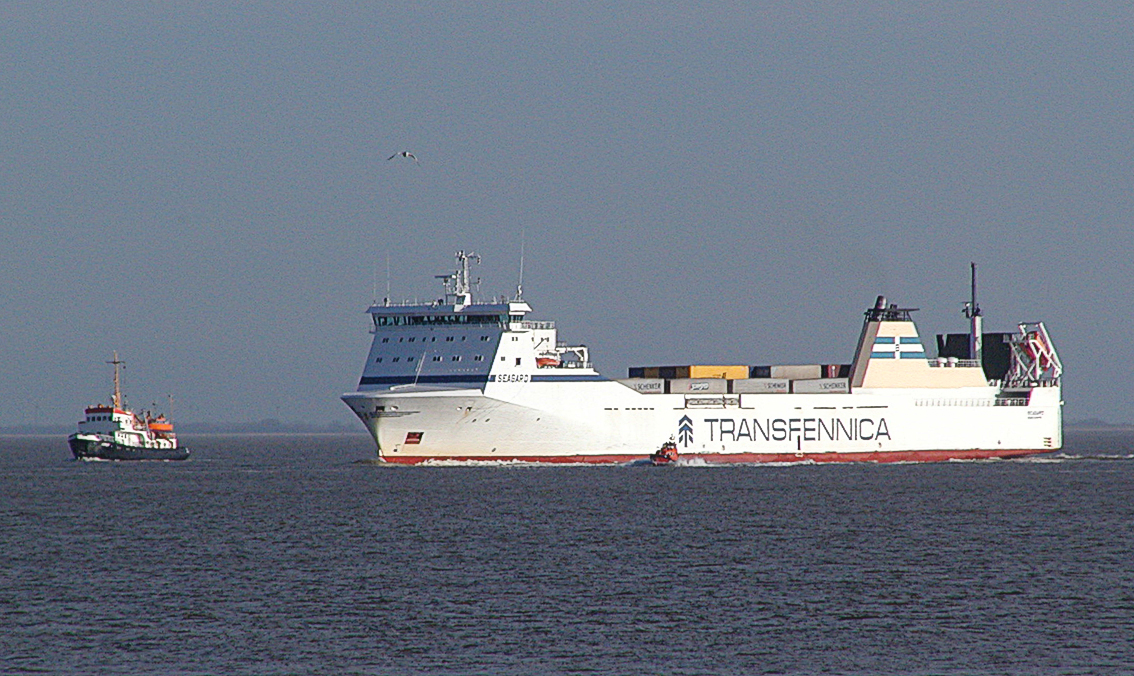
Die Seagard, ein StoRo-Papier- und Trailer-Schiff

Ein StoRo-Schiff (engl. stowable Roll on Roll off) ist ein Frachtschiff, bei dem im Gegensatz zum reinen RoRo-Verfahren die Ladung an Bord des Schiffes mittels bordeigenem oder fremdem Flurfördergeräte gestaut wird. Die Ware befindet sich direkt auf dem Schiffsboden. 
Die meisten Papierfrachter sind StoRo-Schiffe, denn sie laden Papier, das auf Trailern an Bord gefahren und dort mit Staplern umgeladen wird. Anders als herkömmliche RoRo-Schiffe sind sie zum Teil auch mit Seitenpforten ausgerüstet, um eine höhere Umschlaggeschwindigkeit zu erzielen. Eine Reihe von Schiffen kombiniert auch den Transport von RoRo-Ladung mit herkömmlich zu stauender Ladung, wie beispielsweise Papier.